# Alfanumèric
En general el terme alfanumèric es refereix a qualsevol cosa que consisteix només en lletres i nombres, i de vegades alguns altres caràcters com símbols matemàtics elementals i marques de puntuació. Per exemple "ABC123" i "a+b=39" són expressions alfanumèriques.
Històricament, cada caràcter alfanumèric és representat per un byte d'informació, podent així representar un total de 256 caràcters diferents (el codi ASCII). Actualment, la necessitat d'usar molts més caràcters, lletres accentuades, ideogrames,... ha motivat la utilització de més d'un byte d'informació per cada caràcter.
El terme alfanumèric, s'usa a vegades per a distingir una informació de les que només són numèriques "0123456789" i les que només són textuals "a"-"z" i "A"-"Z".